# Предателство (филм)
Вижте пояснителната страница за други значения на Предателство.
„Предателство“ (на английски: Back Stab) е канадски филм от 1990 г. с участието на Джеймс Броулин и Мег Фостър. Режисьорът на този филм е Джим Кауфман, а сценаристът се казва Пол Ковал.
Филмът е дълъг 91 минути и е цветен.